# Разрушаването на стената
„Разрушаването на стената“ (на френски: Démolition d'un mur) е френски късометражен документален ням филм от 1895 година на продуцента и режисьор Луи Люмиер с участието на Огюст Люмиер. Филмът е реставриран и повторната му премиера се състои на 15 април 2005 година във Франция.

## Сюжет
Стационарно разположената камера показва как Огюст Люмиер ръководи разрушаването на стара стена във фабриката на братята Люмиер от двама работници.

## В ролите
- Огюст Люмиер